# Anolis sabanus
Espèce
Synonymes
- Ctenonotus sabanus (Garman, 1887)

Anolis sabanus est une espèce de sauriens de la famille des Dactyloidae.

## Répartition
Cette espèce est endémique de Saba aux Pays-Bas caribéens.

## Description
Les mâles mesurent jusqu'à 69 mm et les femelles jusqu'à 50 mm.

## Étymologie
Cette espèce est nommée en référence au lieu de sa découverte, Saba.

## Publication originale
- Garman, 1887 : On the reptiles and batrachians of Grand Cayman. Proceedings of the American Philosophical Society held at Philadelphia, vol. 24, p. 273-277 (texte intégral).